# Фовил
Фовил (фр. Foville) насеље је и општина у североисточној Француској у региону Лорена, у департману Мозел која припада префектури Мец Кампањ.
По подацима из 2011. године у општини је живело 98 становника, а густина насељености је износила 28,41 становника/km². Општина се простире на површини од 3,45 km². Налази се на средњој надморској висини од 260 метара (максималној 357 m, а минималној 214 m).

## Демографија
| 1962. | 1968. | 1975. | 1982. | 1990. | 1999. | 2011. |
| ----- | ----- | ----- | ----- | ----- | ----- | ----- |
| 39    | 66    | 78    | 68    | 75    | 78    | 98    |

График промене броја становника у току последњих година